# Storia di Cesena
L'etimologia del lemma Cesena (dal latino Caesena) non è ancora stata accertata. Tra le ipotesi più accreditate vanno menzionate le seguenti:
- diversi studiosi sostengono che l'origine del nome risalga al Torrente Cesuola, che attraversa il cuore della città;
- altre fonti ipotizzano che il prefisso caes- rimandi al termine desueto "cesina" (cioè, "terra disboscata"), cui si è aggiunto il suffisso -ena, di origine etrusca;
- altri ancora ritengono che Cesena derivi dall'etrusco "Keizna", oppure dal latino "caedo".

## Dall'antichità alle invasioni barbariche
La Valle del Savio e i dintorni dei colli, a cui si appoggia Cesena, furono abitati fin dall'età neolitica, come dimostrano i materiali rinvenuti nella zona della Basilica del Monte e, più su, a Borello.
Il primo nucleo abitativo di Cesena sorge con ogni probabilità per opera degli umbri intorno al VI-V secolo a.C., e il taglio prodotto dal torrente Cesuola si riverbera nel nome dato al piccolo centro, che deve assomigliare a un Césena. Intorno al IV secolo sopraggiungono i Galli, del cui breve dominio rimangono profonde tracce nell'economia - con l'introduzione dell'allevamento suinicolo - e nella lingua locali.
Tuttavia è solo con l'arrivo dei Romani (i quali fondano nel 268 a.C. la colonia di "Ariminum", Rimini) che il piccolo nucleo assume la forma di villaggio. Del periodo repubblicano rimane oggi ben visibile la colossale opera di centuriazione cui è sottoposto il territorio cesenate, presumibilmente tra il 235 e 220 a.C., che suddivide la campagna in un perfetto reticolato. Successivamente la "Curva Caesena" dell'età imperiale (citata da Plinio il Vecchio come città produttrice di ottimo vino) decade con l'Impero Romano ed è sottoposta alle incursioni dei barbari.
Presa dai Goti di Teodorico, viene riconquistata dai Bizantini e, a metà del VI secolo, entra a far parte dell'Esarcato d'Italia. I bizantini riescono a mantenere i loro domini nella pianura padana per circa duecento anni. Nel 743 Liutprando si impossessa di Cesena. L'esarca Eutichio, sentendosi direttamente minacciato, chiede aiuto a Papa Zaccaria, il quale si reca di persona nella capitale longobarda, Pavia, per convincere il sovrano a restituire all'esarca i territori conquistati, riuscendo nel suo intento. Nel 751 l'Esarcato cadde definitivamente sotto l'offensiva di re Astolfo. Papa Stefano II reagisce chiamando in aiuto il re dei Franchi.
Dopo le campagne di Pipino il Breve (VIII secolo), Cesena rientra infine nei territori sotto il controllo pontificio, primo nucleo di quello che sarà lo Stato della Chiesa. Un ruolo di estrema importanza riveste in questi secoli la figura dell'arcivescovo di Ravenna, feudatario dell'imperatore, il quale possiede terreni e castelli nel cesenate, e detiene un potere assai ampio.

## Dall'anno Mille all'assedio del 1357

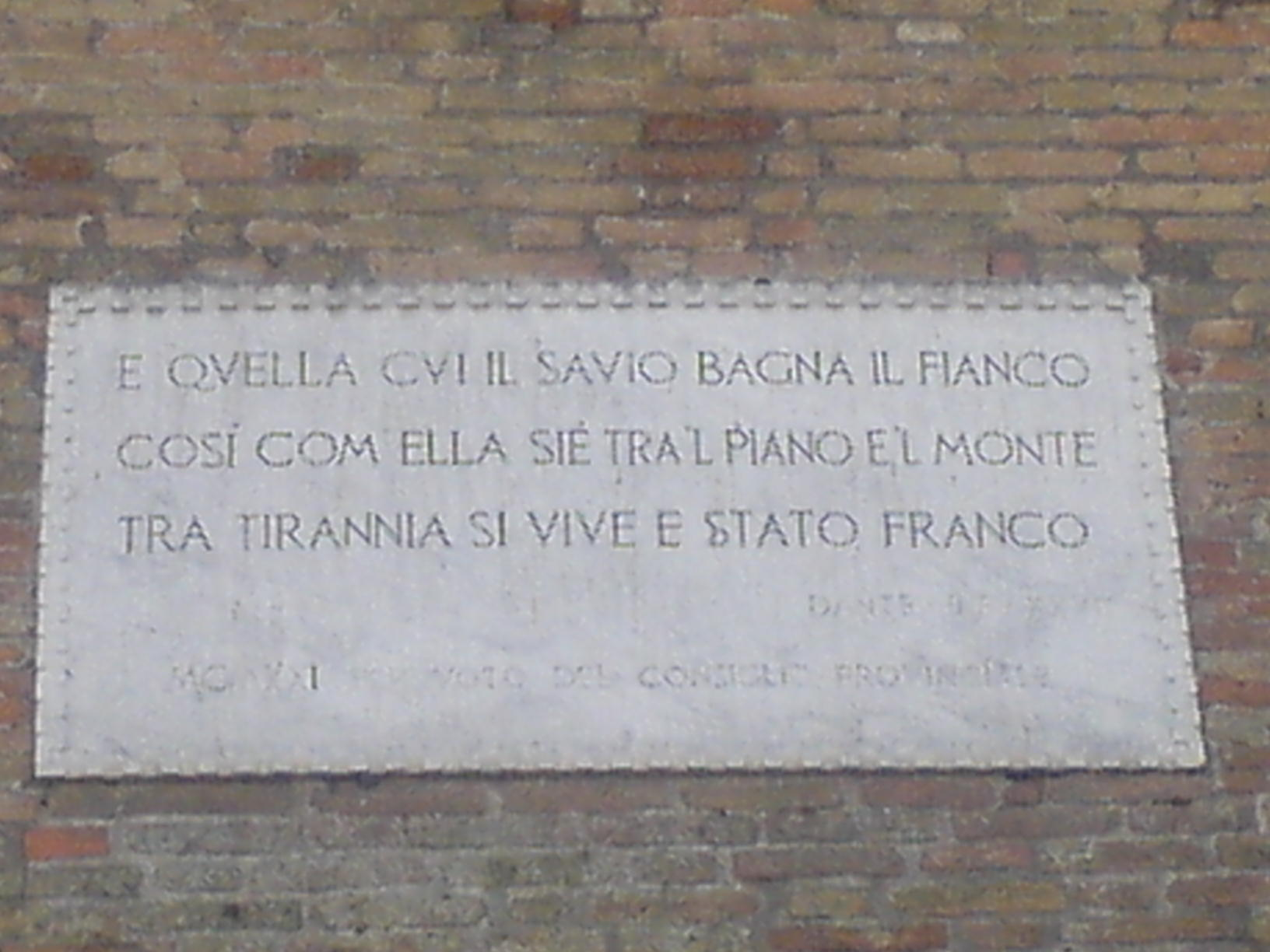
La terzina della Divina Commedia dedicata a Cesena, così come compare sulle mura della Rocchetta di Piazza.

Dopo il Mille crescono le volontà autonomistiche della città, ma solo alla fine del XII secolo, affrancatasi dall'arcivescovo, Cesena può dirsi libero comune (1180).

Il Duecento, secolo caratterizzato dai continui mutamenti nel governo della città, vede Cesena oscillare tra libertà comunali e sottomissione alla Chiesa o a signori locali, tanto che Dante Alighieri, nel Canto XXVII dell'Inferno, nota:
Nel 1333 Cesena è divenuta dominio della famiglia forlivese degli Ordelaffi, ma la loro signoria viene interrotta nel 1357 dall'intervento del legato pontificio, cardinale Egidio Albornoz, che sottopone ad un lungo assedio la rocca, fieramente difesa da Cia degli Ordelaffi, la moglie di quel Francesco II contro la politica del quale l'Albornoz ha scatenato la Crociata contro i Forlivesi. Il 21 giugno di quell'anno Albornoz riesce a sottomettere Cesena; nella città tornata sotto il controllo pontificio fa costruire un nuovo Palazzo del Governatore.

## Il «Massacro dei Bretoni»
Nel febbraio del 1377 Cesena viene coinvolta suo malgrado nella guerra promossa dalla Repubblica di Firenze contro lo Stato Pontificio (la cosiddetta "Guerra degli Otto Santi", 1375-1378). Il cardinale Roberto di Ginevra, futuro antipapa Clemente VII, scatena un violento massacro in città, per impedire che Cesena passi dalla parte dei fiorentini. La strage viene eseguita dalle milizie mercenarie bretoni (fedeli a papa Gregorio XI), guidate dal condottiero inglese Giovanni Acuto, che la radono al suolo.
I cronisti del tempo riferiscono di 4.000 morti e di altrettanti deportati tra la popolazione civile; altre fonti riferiscono di oltre 5.000 vittime fra gli abitanti della città e delle campagne circostanti. Roberto di Ginevra è soprannominato nelle cronache locali "Boia di Cesena".

L'evento segna una netta cesura col passato: la storia di Cesena si divide ora tra "prima" e "dopo" il sacco dei Bretoni.

## La signoria dei Malatesta
(Motteggio, dei Malatesta, verso i nemici Da Polenta, signori di Ravenna, zona infestate dalle zanzare.)

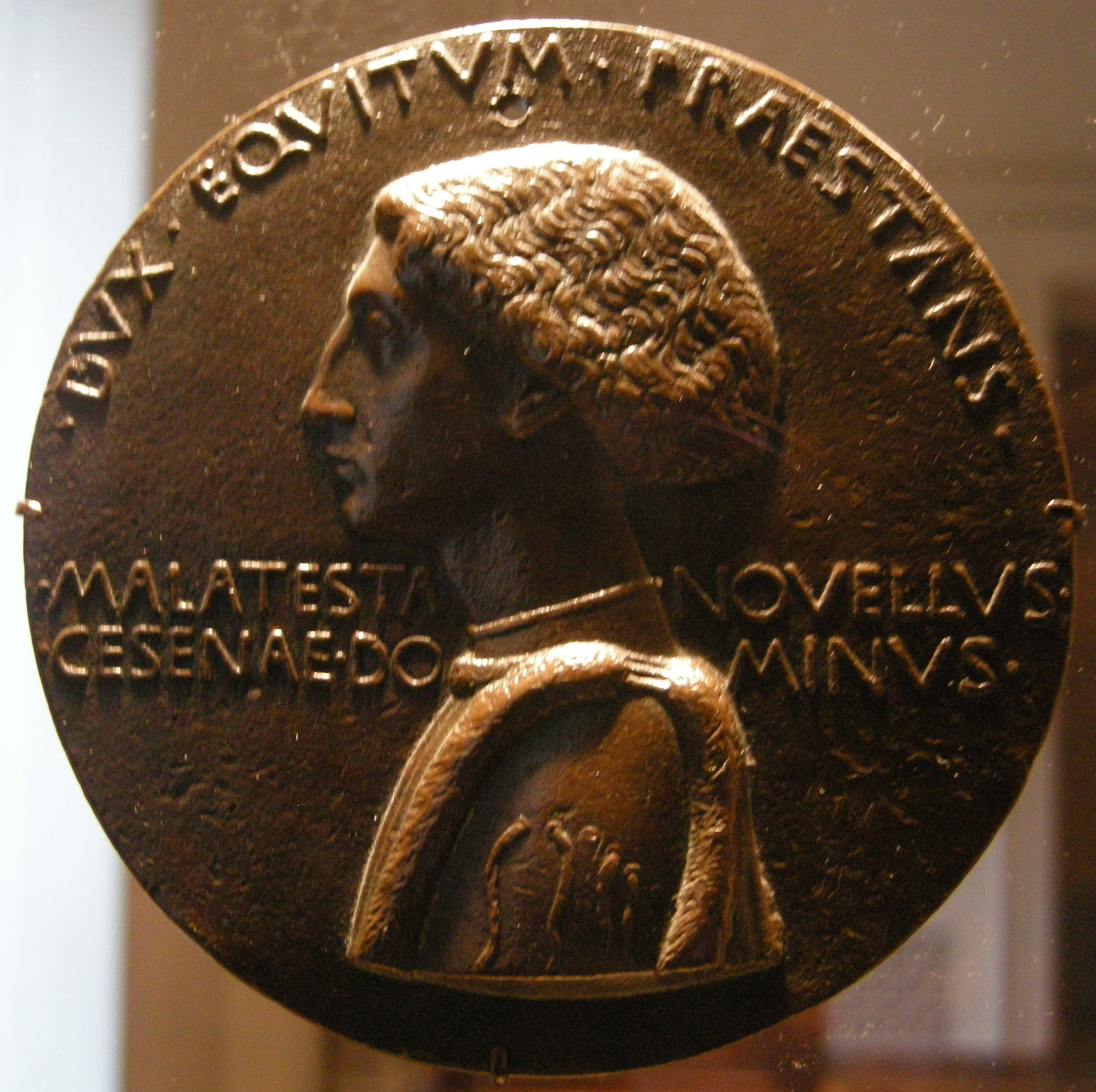
Medaglia del Pisanello raffigurante Malatesta Novello.

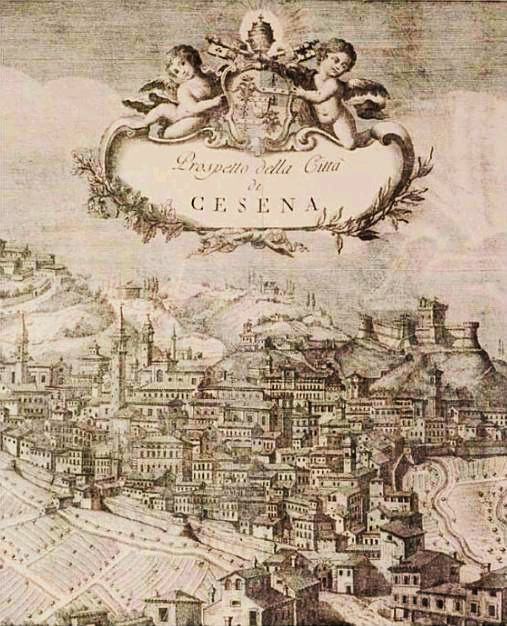
Prospetto della città di Cesena di Sebastiano Sassi (1775).

L'anno seguente al tremendo "Sacco dei Bretoni", il nuovo papa Urbano VI assegna infine quello che rimane della città al signore di Rimini Galeotto I Malatesta, in vicariato: ha inizio per Cesena la signoria dei Malatesta, quello che sarà il momento di maggior splendore nella storia cesenate. A Galeotto (cui si deve l'inizio dei lavori alla nuova rocca e alla nuova cattedrale) succede nel 1385 Andrea Malatesta, che spiana le pendici del Colle Garampo ottenendo la cosiddetta Piazza Inferiore (oggi del Popolo). È poi la volta di Carlo e, nel 1429, di Domenico Malatesta Novello. Appassionato bibliofilo, fine mecenate, costretto a rinunciare presto alla vita militare (prima fonte di ricchezza per la famiglia), dona alla città la splendida Biblioteca Malatestiana (una delle migliori d'Italia, secondo il celebre umanista Flavio Biondo) ricavata all'interno del convento dei frati francescani. Compiuta tra 1447 e 1452, ma aperta solo due anni dopo, reca il progetto di Matteo Nuti da Fano, discepolo di Leon Battista Alberti.

## Il ritorno sotto lo Stato Pontificio
Alla morte di Novello (1465), Cesena torna sotto il dominio pontificio, ma già nel 1500 la Romagna conosce un nuovo padrone: è Cesare Borgia, detto "il Valentino" (celebrato da Niccolò Machiavelli nel suo Il Principe) che costituisce un piccolo ma potente ducato. La città, elevata al rango di capitale (Ravenna infatti è un possedimento veneziano e Forlì è troppo antipapale), viene visitata da Leonardo da Vinci che fa rilievi alla rocca e fornisce il progetto per il porto di Cesenatico. Caduto l'effimero ducato, Cesena torna definitivamente alla Chiesa e a una dimensione locale dominata economicamente dall'agricoltura.
Inaspettatamente, nel 1775, la città assurge nuovamente agli onori: il cesenate Giovan Angelo Braschi diviene infatti papa col nome di Pio VI, dando avvio alla triade di papi cesenati (Pio VII Chiaramonti, 1800-1823, e Pio VIII Castiglioni, 1829-1830, in realtà marchigiano, ma già vescovo di Cesena).

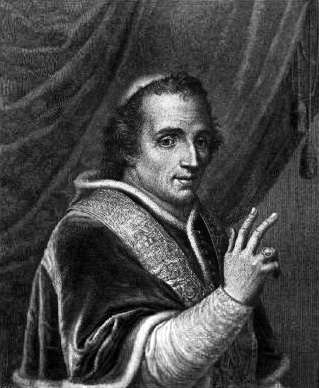
Papa Pio VII.

L'esperienza napoleonica (1797-1814), che vede Pio VI e Pio VII tentare invano di opporsi a Napoleone Bonaparte, priva Cesena di un gran numero di monasteri, conventi e chiese che precedentemente la ornavano.
Intanto la città si ingrandiva. Negli anni 1816-22 viene realizzata la prima circonvallazione, come alternativa alla via Emilia, che attraversa tutta la città da porta Santi (ad est) al Ponte Vecchio (sul fiume Savio, ad ovest). La circonvallazione percorre tutta la cinta muraria da Porta Santa Maria e Porta Trova, proseguendo poi per via Molini e costeggiando la riva del Savio fino all'attuale via IV Novembre.
Nel 1844 viene aperto il Giardino pubblico. Nel 1846 è inaugurato il Teatro comunale (il cui progettista, Vincenzo Ghinelli, ammiratore del Piermarini, si ispirerà alle linee neoclassiche del celeberrimo Teatro alla Scala di Milano), ora Teatro Alessandro Bonci; risale allo stesso anno la realizzazione della piazza antistante il teatro.

Nel censimento del 1853 (l'ultimo effettuato sotto lo Stato Pontificio), gli abitanti entro le mura sono 6.491, mentre nei borghi (il "Borghetto" e i borghi di San Pietro, San Bartolo e Porta Cervese), la popolazione consta di 6.900 unità. In tutto Cesena ha quindi poco più di 13.000 abitanti.
Durante il Risorgimento, Cesena conosce i moti libertari, cui partecipa anche un giovane Maurizio Bufalini, medico che poi si coprirà di onori a Firenze. Nel gennaio 1832 la città viene saccheggiata e 17 suoi cittadini uccisi durante le stragi di Cesena e Forlì ad opera delle truppe pontificie durante la repressione finale dei moti romagnoli.

## Regno d'Italia

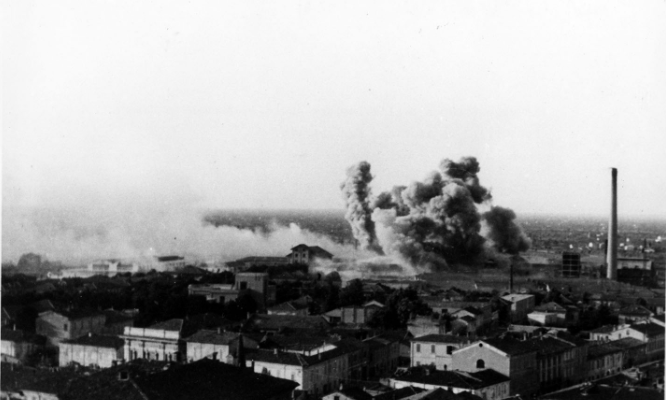
Cesena durante i bombardamenti della seconda guerra mondiale.

Con l'Unità d'Italia, per Cesena ha inizio un periodo di lotte politiche interne fra le componenti: liberale moderata, guidata dalle carismatiche figure del senatore Gaspare Finali e del direttore del periodico «Il Cittadino» Nazzareno Trovanelli; repubblicana, dominata dal reduce garibaldino Eugenio Valzania, ed infine socialista in cui spicca la figura di Pio Battistini.
Intanto vengono eseguiti nuovi lavori di viabilità: risale all'ultimo decennio del secolo la realizzazione del tunnel a campata unica. Ai primi del Novecento viene costruito il nuovo ponte sul fiume Savio, poco più a nord del ponte vecchio. Successivamente viene realizzata una nuova via di ingresso "entro le mura", l'attuale via Cesare Battisti.
Ad un fine Ottocento in cui avevano prevalso i liberali, segue un primo Novecento repubblicano, segnato dalla figura di Ubaldo Comandini. È di questo periodo la breve ma luminosissima vita di Renato Serra, morto giovane sul Carso (1915), ma già entrato, con L'esame di coscienza di un letterato, nella storia della critica letteraria italiana.

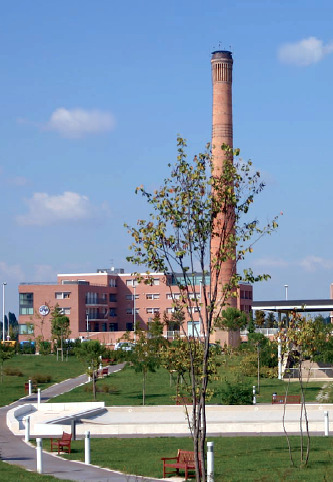
La Torre dell'Ex-Zuccherificio

Dopo la Grande Guerra si verifica un nuovo sviluppo urbanistico: per la prima volta la città si estende oltre le storiche mura. Nascono nuovi insediamenti: Sant'Egidio, Villa Chiaviche, San Mauro in Valle, Martorano e Ponte Pietra. Nel centro storico risiedono circa 8.000 persone e 14.000 nelle zone limitrofe.
La Seconda guerra mondiale segna profondamente la vita cittadina. Nel periodo dell'occupazione tedesca e della Repubblica Sociale Italiana, la città fece esperienza delle persecuzioni antiebraiche con l'arresto e la morte di ben 11 persone. In loro memoria sono stata poste alcune pietre d'inciampo.
Lutti e distruzioni accompagnano l'avanzata degli eserciti alleati. Il 13 maggio 1944 avviene il primo bombardamento aereo. La Linea Gotica corre sul crinale appenninico a pochi chilometri dalla città. I partigiani cesenati si distinguono particolarmente nella guerra di resistenza contro le forze nazifasciste, per tale motivo alla città di Cesena è stata assegnata la Medaglia d'argento al Valor Militare. Durante la lotta di Liberazione le truppe nazifasciste compirono una serie di stragi contro la Resistenza locale, come l'eccidio del ponte di Ruffio (18 agosto 1944) e l'eccidio della Rocca Malatestiana (3 settembre 1944). Alcuni efferati delitti vennero commessi anche contro la popolazione civile, come quello di San Tomaso (29-30 settembre 1944). Il 20 ottobre 1944 Cesena fu liberata dalle truppe alleate.

## Dal dopoguerra ad oggi
Nel dopoguerra Cesena assiste ad un enorme sviluppo urbano: prendono consistenza gli abitati di Case Finali, Sant'Egidio, Villa Chiaviche, Diegaro, Torre del Moro e tutto il quartiere Oltresavio in generale. L'attività edilizia raggiunge il suo apice nel decennio 1950-60.
Parallelamente si verifica una notevole crescita economica, che fa della città un polo di livello internazionale nel comparto agroalimentare, soprattutto in materia di ricerca e biotecnologie.
A conferma dell'importanza raggiunta da Cesena, nel 1992 la provincia cambia nome in Provincia di Forlì-Cesena, pur rimanendo Forlì capoluogo. A 32 anni di distanza, nel gennaio 2024 alla città di Cesena viene riconosciuto lo status di capoluogo di provincia, al pari di Forlì.

### Sul Sacco dei Brettoni
- Ludovico da Fabriano, Tragedia de casu Caesene, tragedia in latino composta pochi anni dopo i fatti;
- Eduardo Fabbri, I cesenati del 1377, scritta tra il 1835 e il 1843,
- Carlo Marchi, L'orefice (romanzo), 2008.